# 2025年の気象・地象・天象
2025年の気象・地象・天象（2025ねんのきしょう・ちしょう・てんしょう）では、2025年の気象・地象・天象に関する出来事について記述する。
2024年の気象・地象・天象 - 2025年の気象・地象・天象 - 2026年の気象・地象・天象

## 気象
en:Weather of 2025（2025年の気象）も参照
en:2025 in climate change（気候変動における2025年）も参照

### 1月
- 1月8日 - 強風と乾燥により、アメリカ合衆国カリフォルニア州ロサンゼルスのハリウッド一帯で山火事が拡散[2]。

### 7月
- 7月4日 - 豪雨により、アメリカ合衆国テキサス州中部で洪水が発生[3]。
- 7月28日 - 豪雨により、中国北京市で洪水が発生[4]。

## 地象

### 1月
- 1月7日 - 午前9時5分、中華人民共和国チベット自治区シガツェ市でM6.8の地震が発生[5]。
- 1月13日 - 夜、日本の宮崎県沖でM6.6の地震が発生[6]。宮崎市で震度5弱[7]。
- 1月21日 - 0時17分、台湾南部の嘉義県大埔郷でM6.4の地震が発生。台南市・高雄市でも被災[8]。

### 2月
- 2月6日 - ギリシャのサントリーニ島で1月下旬から地震が多発しているため、住民は島外避難へ、非常事態宣言も発令[9]。
- 2月8日
  - 中華人民共和国四川省宜賓市筠連県沐愛鎮で地すべりが発生。30人以上は失踪[10]。
  - ケイマン諸島南西沖のカリブ海でM7.6の地震が発生[11]。

### 3月
- 3月28日 - 午後1時ごろ、ミャンマーでM7.7の地震が発生[12]。

### 4月
- 4月5日 - パプアニューギニアのニューブリテン島付近でM7.2の地震が発生[13]。

### 5月
- 5月2日 - チリとアルゼンチン南端沖のドレーク海峡でM7.4の地震が発生[14]。

### 6月
- 6月17日 - インドネシアのフローレス島にあるレウォトビ火山が噴火[15]。

### 7月
- 7月30日 - ロシアのカムチャッカ半島南東沖において、2025年カムチャツカ半島地震（M8.8）が発生[16][17]。

## 天象
- 3月14日 - 皆既月食[18]。
- 3月29日 - 北大西洋とその沿岸地域で部分日食[18]。
- 9月8日 - 皆既月食[18]。
- 9月22日 - 南極・南太平洋・ポリネシアで部分日食[18]。

月別の天象一覧
月別の、おもに月齢（月相）や食（日食、月食、惑星の食）について記載したリスト（英語版では現状はポータル形式）
1月（英語版）、2月（英語版）、3月（英語版）、4月（英語版）、5月（英語版）、6月（英語版）、7月（英語版）、8月（英語版）、9月（英語版）、10月（英語版）、11月（英語版）、12月（英語版）